# Edifício Itália
23°32′43″N 46°38′37″T / 23,54528°N 46,64361°T
Edifício Itália là một nhà chọc trời ở São Paulo, Brasil. Hoàn thành năm 1965 với chiều cao 168 m, đây là tòa nhà cao nhất thứ Brasil.